# 東京科学大学総合研究院フロンティア材料研究所
東京科学大学 総合研究院 フロンティア材料研究所（とうきょうかがくだいがく そうごうけんきゅういん フロンティアざいりょうけんきゅうじょ）は東京科学大学の附置研究所であり、多様な元素から構成される無機材料を中心とし、革新的な物性・機能を有する材料を創製することを目的とする研究所である。
2016年3月までの名称は「応用セラミックス研究所」であった。東京科学大学すずかけ台キャンパスに所在する。
2010年度より共同利用・共同研究拠点に指定されている。

## 概要
1958年（昭和33年）4月に建築材料研究所と窯業研究所が統合し発足した「工業材料研究所」を前身とする。2016年4月に旧応用セラミックス研究所から改称・改組。無機材料に加えて有機・金属材料など広範な分野の研究者を結集し、東京工業大学の強みである材料研究のさらなる強化を目指すこととされた。
2009年4月、共同利用・共同研究拠点「先端無機材料共同研究拠点」として認定される。
2024年10月、東京科学大学の発足に伴い「東京科学大学総合研究院フロンティア材料研究所」となった。
現在は未踏材料開拓、材料機能設計、融合機能応用、構造機能設計の4領域、建築物理研究センターの1センターを編成している。

## 「先端無機材料共同研究拠点」
2009年4月に共同利用・共同研究拠点に認定された「先端無機材料共同研究拠点」として実施する共同研究は、以下の5種類のカテゴリーに分けられ、毎年100 件程度が採択されている。
- 国際共同利用研究
本研究所の教員と海外の研究組織に所属する研究者が、本研究所の施設、設備、データ等を利用して共同で行う研究
- 一般共同利用研究
本研究所の教員と国内機関に所属する所外研究者が、本研究所の施設、設備、データ等を利用して共同で行う研究
- 特定共同利用研究
本研究所の教員が代表となり、所外の研究者と共に、特定の研究課題について、本研究所の施設、設備、データ等を利用して共同で行う研究
- 国際ワークショップ
本研究所が主催する共同利用研究推進のための具体的課題による小規模な国際研究討論集会
- ワークショップ
本研究所が主催する共同利用研究推進のための具体的課題に関する小規模な研究討論集会

## 「学際・国際的高度人材育成ライフイノベーションマテリアル創製共同研究プロジェクト」
2005～2009年度に推進した「金属ガラス・無機材料接合 技術開発拠点」の成果を基盤に、東北大学金属材料研究所、大阪大学接合科学研究所、名古屋大学エコトピア科学研究所（現：未来材料・システム研究所）、東京医科歯科大学生体材料工学研究所、早稲田大学ナノ理工学研究機構の6大学で新学問体系を構築し、新技術開発の迅速化と格段の進展を図ることを目的とし、2010年度に「特異構造金属・ 無機融合高機能材料 開発共同研究拠点」が文部科学省の特別経費により設立された。2016年4月より「学際・国際的高度人材育成ライフイノベーションマテリアル創製共同研究プロジェクト」を形成し、本研究所はその拠点リーダーとなっている。
- 生体医療福祉材料分野
- 環境保全・持続可能材料分野
- 要素材料・技術開発分野
- 特異構造高機能材料合成・接合分野

## 教育
東京工業大学では、2016年度以降、学部と大学院が一体となった「学院」で運営されることとされ、2024年の東京科学大学の発足後も、理工学系ではその体制が維持されている。本研究所教員の所属は東京科学大学物質理工学院材料系や環境・社会理工学院建築学系が多い。大学院入試もそれらに準じたものとなる。